# 皮查帕·林斯努坎
皮查帕·林斯努坎（羅馬化：Pichapa Limsnukan，1998年9月22日—），又名妮可琳·林斯努坎（羅馬化：Nicolene Limsnukan），昵称Nicole或Nicolene，半泰籍华裔美国选美皇后。

## 个人经历
皮查帕·林斯努坎出生于美国加利福尼亚州长滩。

## 选美经历
皮查帕因无法履行职责被主办方取消资格，并宣布苏查塔·庄斯里晋升为季军。